# 68e bataillon de chasseurs alpins
Pour les articles homonymes, voir 68e bataillon.
Le 68e bataillon de chasseurs alpins (68e BCA) est une unité militaire dissoute de l'infanterie alpine française (chasseurs alpins) qui participa notamment aux deux conflits mondiaux, comme 68e bataillon de chasseurs alpins en 1914 et comme 68e bataillon de chasseurs à pied (68e BCP) en 1939.

## Création et différentes dénominations
- 1914 : formation, du 3 au 5 août à Grenoble du 68e bataillon de chasseurs alpins, à partir du 28e BCA,
- 1919 : dissolution,
- 1939 : nouvelle création du 68e bataillon de chasseurs alpins, comme bataillon de réserve de série A[réf. nécessaire],
- 1940 : dissolution

## Historique des garnisons, campagnes et batailles

### Première Guerre mondiale
Le bataillon a été utilisé lors de différentes batailles durant la guerre. En 1914, on le voit en Lorraine lors des batailles de Clézentaine et Domptail et en Alsace lors des batailles de Drehkopf, de Südel et du Grand Ballon. En 1915, il participe aux batailles alsaciennes de Uffholtz, de Hartzmannswillerkopf, de la côte 1201, de Schepfenried, de la côte 1025, de la côte 955, de Ilienkopf et de Hirtzenstein. En 1916, il se bat en Alsace à Sondernach et à Sicurani, dans la Somme à Cléry et à Sailly-Sallisel et dans les Vosges à Violu. En 1917, on le retrouve sur le Chemin des Dames à Craonne, Chevreux, La Gargousse et La Malmaison et en Alsace à Hartmannwillerkopf. En 1918, il se bat en Alsace à Sûdel et sur la côte 425, en Picardie à Hailles, Bois Senecat, Castel, Morisel et Moreuil, dans l'Aisne à Montécouvé, Fontaine Saint-Rémy, Tincelle et Vauxalion, et dans le Canal de la Sambre. Il est dissout en 1919.
|  |  |  |

### Seconde Guerre mondiale
Le 68e bataillon de chasseurs à pied est rattaché à la 8e demi-brigade de chasseurs à pied de la 57e division d'infanterie.

## Traditions

### Devise
« Fiers et tenaces »[réf. souhaitée]

### Drapeau
Comme tous les autres bataillons et groupes de chasseurs, 68e BCA ne dispose pas d'un drapeau propre. (Voir le drapeau des chasseurs).

### Décorations
Le 68e BCA reçoit le droit au port de la fourragère aux couleurs de la médaille militaire par ordre du 19 décembre 1918. Il est quatre fois cité à l'ordre de l'armée entre le 9 octobre 1916 et le 12 décembre 1918.

## Chefs de corps

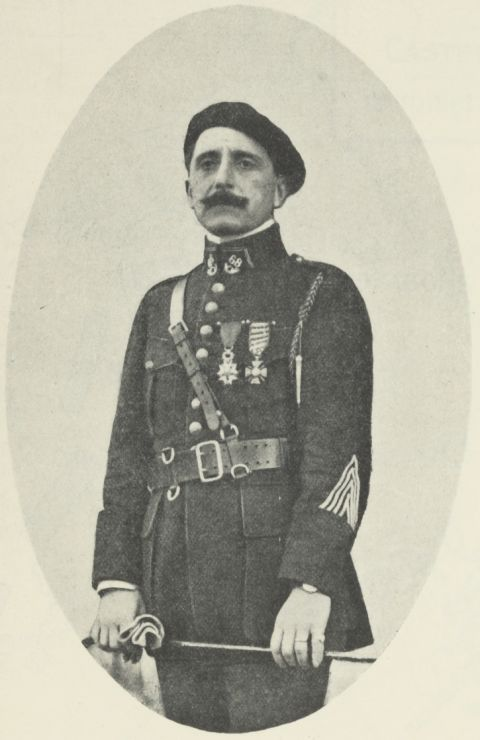
Le commandant de Verdilhac, chef de corps en 1918-1919.

- 10 août - 10 septembre 1914 : capitaine Lucien Coquet[4]
- 10 -23 septembre 1914 : capitaine Davin[4]
- 23 septembre 1914 - 20 août 1917 : commandant Dupont[4]
- 20 août - 10 novembre 1917 : capitaine Bertin[4]
- 10 novembre 1917 - 10 février 1918 : commandant Dupont[4]
- 10 février - 25 mars 1918 : capitaine Bertin[4]
- 25 mars - 10 avril 1918 : capitaine d'Humières[4]
- 10 avril - 20 juin 1918 : commandant Dupont[4]
- 22 juin 1918 - 25 mars 1919 : commandant de Verdilhac[4]
- 1939 - : ?

## Personnalités ayant servi au sein du bataillon

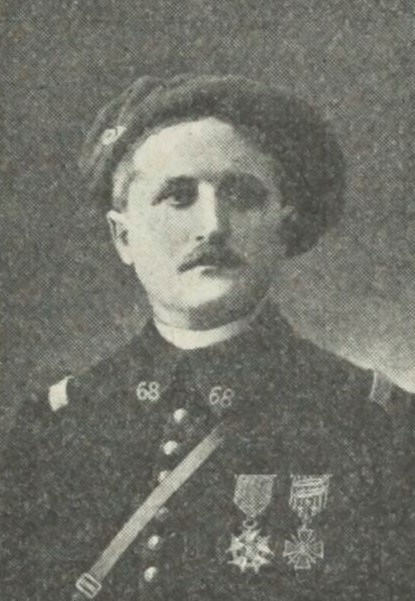
Capitaine Robert Dubarle du 68e BCA, decoré de la légion d'Honneur et de la croix de guerre avec palme.

- Diego Brosset (1898-1944), futur général et compagnon de la Libération,
- Robert Dubarle (1881-1915), député de l'Isère (1910-1914), mort pour la France le 15 juin 1915 à Metzeral (Haut-Rhin),
- Édouard Froment (1884-1973), futur député,
- Alain d'Humières (1884-1940), futur général, alors capitaine,
- Joseph de Verdilhac (1883-1963), futur général vichyste.

## Sources et bibliographie
- Pages de gloire du 68e bataillon de chasseurs alpins : 2 août 1914-30 mars 1919, Nancy, Berger-Levrault, 1920, 172 p. lire en ligne sur Gallica
- Bataillon de chasseurs durant la grande guerre.
- Citations collectives des bataillons de chasseurs de 1914-1918.